# Fiaticorti
Il Fiaticorti Film Festival è un festival cinematografico internazionale per cortometraggi, aperto a tutte le opere entro i 20 minuti prodotte dal 1º gennaio dell'anno precedente all'edizione in corso. Esso si svolge a Istrana e costituisce una delle più longeve manifestazioni dedicate al cortometraggio del Veneto.
Il festival nel tempo ha acquisito pregio grazie all'approccio critico che propone nella sua rassegna. I cortometraggi selezionati vengono infatti analizzati da esperti e sono oggetto di discussione tra il pubblico.
L'identità del festival ricorda il cineforum degli anni Settanta, fedele alla volontà di trasmettere la cultura e la passione per i cortometraggi, scegliendo di non affiancare eventi collaterali di diverso genere.
È una manifestazione voluta, organizzata e pensata da un gruppo di giovani under 30, che si distingue tuttavia per la longevità: Fiaticorti è infatti il primo festival di cortometraggi della provincia di Treviso, tra i più vecchi del Veneto – nato in concomitanza con Circuito Off -, ed anche a livello nazionale.

## Storia del festival

### L'inizio. Dal 2000 al 2010
fiaticorti vede la luce nel 2000 per volontà di un gruppo di ragazzi appartenenti al Progetto Giovani del Comune di Istrana (Treviso). L'anno di nascita della manifestazione non è casuale: nei primi anni del secondo millennio inizia la diffusione della telecamera digitale, innovativa perché permette di creare e montare video in casa, ma si va anche verso l'inesorabile declino delle cassette VHS, come testimoniano alcuni corti arrivati in questo formato durante l'edizione inaugurale del festival. 
Il nome scelto per la manifestazione si riconduce a due spiegazioni: da un lato 'fiato corto' è l'effetto di uno sforzo fisico di breve durata (come sono brevi i corti), dall'altro, un film di durata massima 20 minuti può trasmettere allo spettatore emozioni forti, lasciandolo 'col fiato corto'.
Alla prima edizione partecipano ventisette lavori, provenienti da tutta Italia, numero destinato a crescere in modo progressivo ma rapido: nell'arco di quattro anni si raggiungono i 150 lavori in concorso. Con l'aumentare della quantità dei corti in concorso cresce anche la qualità (grazie anche al costante sviluppo della tecnologia) e, di conseguenza, l'interesse che questo nascente linguaggio attira.
Inizialmente fiaticorti era condensato in un'unica serata, quella delle premiazioni; dalla quarta edizione, invece, il format si arricchisce, portando la rassegna a svilupparsi nel corso di quattro tappe durante le quali vengono proposti i migliori lavori in corso.
Nel 2006 viene introdotta la sezione FiatiVeneti, per premiare i cortometraggi di autori veneti.
Nel 2010, anno del decennale, si inaugura presso il Centro Giovani di Istrana l'archivio fiaticorti, una raccolta degli oltre mille lavori che negli anni hanno partecipato al festival.

### Dal 2011 ad oggi
Dall'edizione del 2011 Gianni Billio lascia la direzione artistica del festival a favore di Bartolo Ayroldi Sagarriga, vincitore nel 2010 con il cortometraggio "oltre, lo sguardo" il premio per il miglior cortometraggio veneto.
Dall'edizione del 2011 il festival ha sempre più ampliato l'offerta delle manifestazioni proposte, consolidando il format oggi conosciuto della rassegna dei corti in gara. Nel 2015 le opere iscritte alla XVI edizione del concorso sono più di 3.500, provenienti da 52 diversi Paesi del mondo.

## Sezioni del festival

### Fiaticorti
Costituisce la sezione principale del concorso, è aperta a tutti cortometraggi con una durata di massimo 20 minuti, girati a partire dal 1º gennaio dell'anno precedente l'edizione del festival. La sezione è a tema libero.

### FiatiComici (dal 2011 al 2016 - dal 2018 ad oggi)
Costituisce il concorso dedicato a cortometraggi di genere comico, demenziale o satirico. i cortometraggi dovranno avere durata massima di 20 minuti ed essere stati girati a partire dal 1º gennaio dell'anno precedente l'edizione del festival.

### FiatiVeneti
Si tratta di una sezione speciale, promossa dalla ProLoco di Istrana, che comprende tutti i cortometraggi partecipanti alle sezioni di gara girati sul territorio Veneto o da un autore Veneto.

### Sezione speciale ADMOR ADOCES
Per l'edizione 2014 l'ADMOR ADOCES promuove presso Fiaticorti un premio per un cortometraggio sul tema della donazione del midollo osseo.

## Premi
- Premio Fiaticorti - per il miglior cortometraggio
- 2011-2016/2018 ad oggi: Premio Fiaticomici - per il miglior cortometraggio comico
- Premio FiatiVeneti - per il miglior cortometraggio Veneto
- Premio Migliore Interpretazione - per la migliore interpretazione femminile o maschile.

Nel 2014
- Premio Admor-Adoces - per il miglior corto sulla tematica della donazione del midollo osseo.

Dal 2017
- Premio della giuria popolare - premio assegnato da una giuria formata da associazioni e pubblico

Dal 2011 il premio consiste di una scultura in cristallo creata appositamente per il festival dall'artista del cristallo Marco Varisco.

## Direzione del festival ed organizzazione
Direttore artistico
- 2000-2010: Gianni Billio
- 2011-2019: Bartolo Ayroldi Sagarriga

Direzione
- 2011-2019: Andrea Grespan

- 2011-2019: Simone Perotto

## Vincitori e giuria

### Edizione XX - 2019
- Fiaticorti: Yom Ragil (Committed) di Lee Gilat (Israele 2018)
- Fiaticomici: Dispersion di Basile Vuillemin (Svizzera 2019)
- FiatiVeneti: Aleksia di Loris Di Pasquale
- Migliore interpretazione: Svetlana Barandich in Anna di Dekel Berenson (Ucraina/Inghilterra/Israele 2019)
- Premio giuria popolare: Nana di Roger Villaroya (Spagna 2019)
- Menzione speciale della giuria: Tomatic di Christophe M. Saber (Svizzera 2018)

Giuria:
- Marco Falagiani - presidente
- Alberto Rizzi
- Alessandro Cinquegrani

### Edizione XIX - 2018
- Fiaticorti: Zona di Toofan Nahan Ghodrati (Iran 2017)
- Fiaticomici: Belle à Crocquer di Axel Courtière (Francia 2017)
- FiatiVeneti: Asfalto #01 di Dimitri Feltrin
- Migliore interpretazione: Roberto Citran in Mon Clochard di Gian Marco Pezzoli (Italia 2018)
- Premio giuria popolare: El niño que quería volar di Jorge Muriel (Spagna 2018)

Giuria:
- Umberto Curi - presidente
- Marco Segato
- Alessandro Cinquegrani

### Edizione XVIII - 2017
- Fiaticorti: Minus One di Natassa Xydi (Grecia 2016)
- FiatiVeneti: La faim va tout droit di Giulia Canella
- Migliore interpretazione: Shmil Ben Ari in On the roadside di Itay Akirav (Israele 2016)
- Premio giuria popolare: La faim va tout droit di Giulia Canella (Italia 2017)

Giuria:
- Lucia Mascino - presidente
- Luca Zambolin
- Diego Scano
- Alessandro Cinquegrani

### Edizione XVII - 2016
- Fiaticorti: Adaptation di Bartosz Kruhlik (Polonia 2016)
- Fiaticomici: Cowboyland di David Stumpf (Slovacchia 2016)
- FiatiVeneti: Sleeping wonder di Alberto Rizzi
- Migliore interpretazione: Kandido Uranga in Ulises di Aitor Gutierrez (Spagna 2016)

Giuria:
- Una Gunjak - presidente
- Carlo Montanaro
- Alessandro Cinquegrani

### Edizione XVI - 2015
- Fiaticorti: The Chicken di Una Gunjak (Germania 2015)
- Fiaticomici: Casìtas di Javier Marco Rico (Spagna 2015)
- FiatiVeneti: La salita di Francesca Barison
- Migliore interpretazione: Gianfelice Imparato in La smorfia di Emanuele Palamara
- Menzione speciale per l'animazione: Guida di Rosana Urbes (Brasile 2015)

Giuria:
- Roberto Citran - presidente
- Alessandro Cinquegrani
- Denis Brotto

### Edizione XV - 2014
- Fiaticorti: Ballkoni di Lendita Zeqiraj (Kosovo 2014)
- Fiaticomici: Democracia di Borja Cobeaga (Spagna 2013)
- FiatiVeneti: Mama Jaky di Paolo Bernardi
- Migliore interpretazione: Benoit Thiebault in Un tour the cheville di Guillaume Levil (Francia 2014)
- Gran premio della giuria: Home&Key di Shwan Attoof (Iraq 2014)

Giuria:
- Umberto Curi - presidente
- Diego Scano e Luca Zambolin
- Alessandro Cinquegrani

### Edizione XIV - 2013
- Fiaticorti: Anna di Diego Scano e Luca Zambolin
- Fiaticomici: Ci vuole un fisico di Alessandro Tamburini
- FiatiVeneti: Anna di Diego Scano e Luca Zambolin
- Migliore interpretazione: Ionut Constantin in Margerita di Alessandro Grande

menzione speciale della giuria per la fotografia a Alessandro Lanciato per la fotografia di Emilio di Angelo Cretella
Giuria:
- Luca Bigazzi - presidente
- Giuseppe Marco Albano
- Alessandro Cinquegrani

### Edizione XIII - 2012
- Fiaticorti: Barbie di Ali Asgari (Iran 2012)
- Fiaticomici: Perfetto di Corrado Ravazzini
- FiatiVeneti: Island di Paola Luciani
- Migliore interpretazione: Pio Stellaccio in Totore di Stefano Russo

menzione speciale della giuria per la sceneggiatura a Edoardo Leo per la sceneggiatura di L'acqua e la pazienza di Edoardo Leo
Giuria:
- Giorgio Tinazzi - presidente
- Nicola Manzan
- Alessandro Cinquegrani

### Edizione XII - 2011
- Fiaticorti: Doina di Nikolas Grasso (Romania 2011)
- Fiaticomici: Stand by Me di Giuseppe Marco Albano
- FiatiVeneti: Quella notte di Giuliano Cremasco
- Migliore interpretazione: Philippe Guastella in Milonga di Matteo Calvise

Giuria:
- Mirco Melanco - presidente
- Davide Del Degan
- Nicola Manzan
- Alessandro Cinquegrani